# Symbrenthia dissoluta
Symbrenthia dissoluta är en fjärilsart som beskrevs av Otto Staudinger 1889. Symbrenthia dissoluta ingår i släktet Symbrenthia och familjen praktfjärilar. Inga underarter finns listade i Catalogue of Life.